# Passepartout (Rahmen)

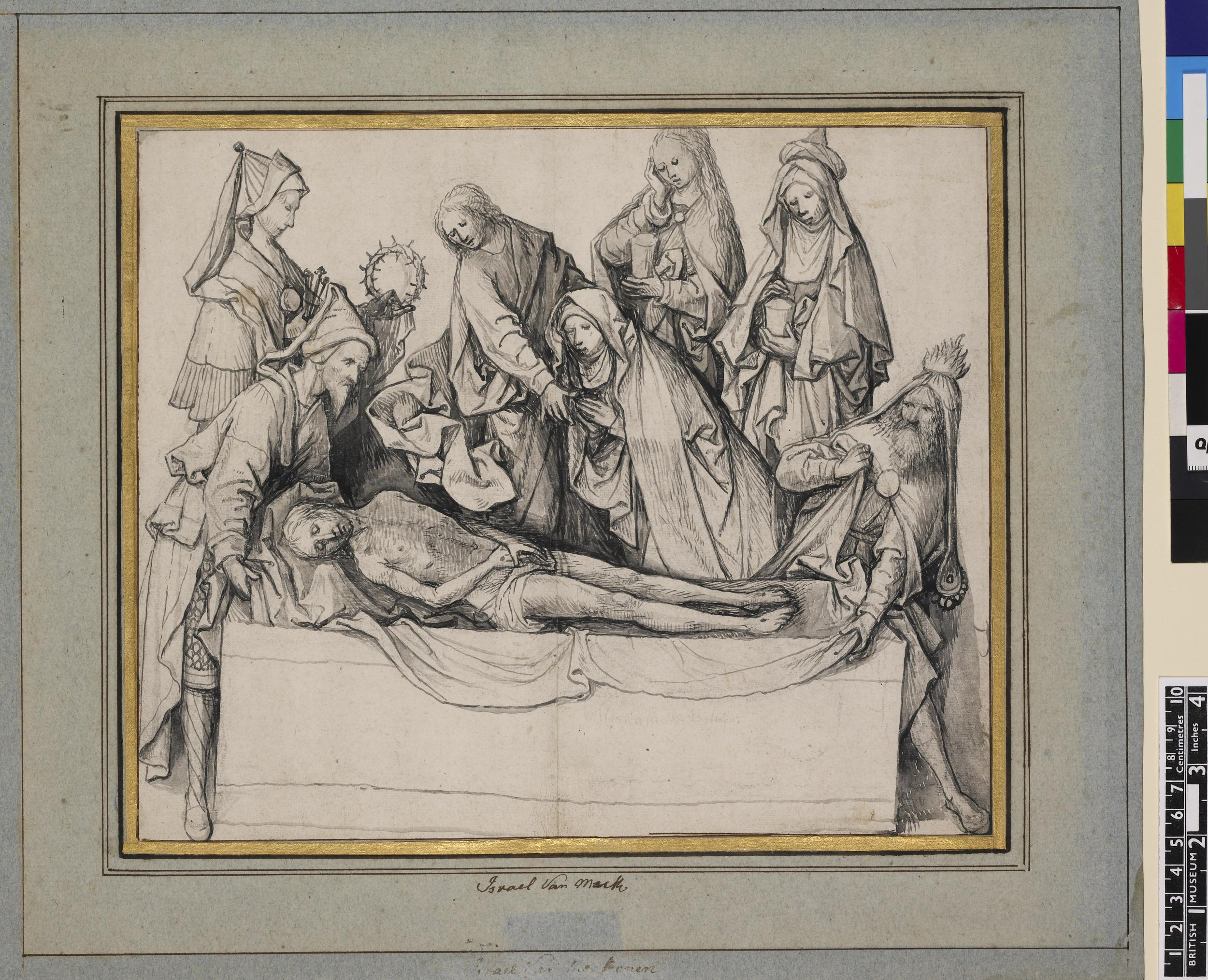
Grafik mit Passepartout

Ein Passepartout ([paspaʁˈtuː], französisch passer ‚hindurchgehen‘ und partout ‚überall‘) bezeichnet in der Kunst eine Papier- oder Kartonumrahmung für Grafiken, Fotos und Gemälde.
Passepartouts werden einerseits verwendet, um die Betrachtung auf das Kunstwerk zu richten, indem vom Bilderrahmen abgelenkt wird, andererseits gelingt es dadurch, ein Kunstwerk in einen Rahmen einzupassen, dessen Maße die Abmessungen des Kunstwerks übertreffen.

## Geschichte
Grafiken und Zeichnungen werden grundsätzlich auf Papier in Rahmen aus Kaschierkarton, Passepartouts also, gelegt. Vorläufer und Vorbilder für das heutige Passepartout waren Grafik-Montierungen in ihren verschiedenen Erscheinungsformen seit dem 16. Jahrhundert. In den Anfängen begann man zunächst  Grafiken mit Tuschelinien einzufassen und damit ihren Wert zu steigern. Glas für eine Rahmung zu verwenden war zunächst unüblich. Die Grafik/Zeichnung wurde am Rand beschnitten und aufgeklebt. Man verwahrte sie ausschließlich in Mappen und Schubladen. Als schließlich Glas zum Schutz der Grafiken eingesetzt wurde, befanden sich schmückende Elemente auf der Glasrückseite, später dann auf einem Rahmen aus Karton. Im 17. Jahrhundert kam Farbe ins Spiel und Ende des 18. Jahrhunderts waren Bordüren und goldene Streifen in Mode – all dies Gestaltungselemente, die sich bei der Gestaltung der Französischen Passepartouts des 19. Jahrhunderts wiederfinden (Französisches Passepartout). Man findet nur noch wenige Original-Vorbilder, da in den beiden Weltkriegen viele Passepartouts verfeuert wurden. Nach den Weltkriegen setzte sich eine allgemeine Schlichtheit durch – Passepartouts wurden nur noch selten von Hand verziert.

## Gegenwart
Passepartouts werden wieder mehr in das kreative Konzept der Einrahmung eingebunden. Das Passepartout ist so nicht einfach ein weißer Karton mit rechteckiger Öffnung, sondern es sind andere Farben – idealerweise abgestimmt auf das Bild und den Rahmen – und Ausschnittformen möglich. Letzteres insbesondere durch den Einsatz moderner computergesteuerter Schneideplotter. Solche Präzisionsgeräte können nicht nur die Öffnung in einem Winkel (meist 45°) und perfekt in die Gehrung schneiden, sondern sind auch nicht auf gerade Linien und Kreise beschränkt. Es können Formen mit Eckverzierungen, mehrere Lagen Karton mit unterschiedlichen Größen (Tiefeneffekt) oder Kerbschnitte (V-Grooves) auf die Oberfläche des Kartons geschnitten werden. Dennoch ist das Handverzieren nicht vergessen, wenngleich nur noch wenige Einrahmer oder Buchbinder dieses alte und vielseitige Handwerk beherrschen und praktizieren.

## Anwendung
Insbesondere für ältere Grafiken, Zeichnungen und Aquarelle ist es nach wie vor unverzichtbar und mit Computertechnik nicht zu imitieren.
Eine weitere Aufgabe des Passepartout ist der Schutz des Kunstwerkes vor Ausdünstungen aus dem Rahmenholz. Das Passepartout bindet die Schadstoffe und sie erreichen das Kunstwerk nicht bzw. in geringerer Konzentration. Außerdem entsteht durch das meist aus starkem Karton bestehende Passepartout ein Abstand zwischen der Verglasung des Rahmens und dem Kunstwerk. Auch bei Grafiken, die ungerahmt in Mappen oder Schachteln aufbewahrt werden, ist dies vorteilhaft, da das Passepartout verhindert, dass die übereinanderliegenden Blätter aufeinander reiben. Museen verwenden hier oft Passepartouts deren äußere Abmessungen auf bestimmte Rahmenformate abgestimmt sind, die das betreffende Museum für seine Ausstellungen verwendet. So können die Grafiken mit ihrem (Aufbewahrungs-)Passepartout leicht ausgestellt werden, was wesentlich schonender ist als sie jedes Mal in ein neues Passepartout einzusetzen.
Ein gutes Passepartout besteht aus säurefreiem Material. Zusätzlich kann es noch mit Calciumcarbonat gepuffert sein, damit Säuren aus der Luft möglichst gut gebunden werden. In einigen Fällen, wie bei Cyanotypien, darf kein Calciumcarbonat verwendet werden, da dieses das Kunstwerk selber angreift, anstatt es zu schützen. Optimalerweise sollten die Bilder in der optischen Mitte platziert sein, das heißt etwas höher, so dass der untere Rand des Passepartout geringfügig breiter als der obere Rand ist.

## Besondere Formen
- Englisches Passepartout
- Französisches Passepartout
- Wiener Passepartout